# Dolmen de l'Hôtel-Dieu
Le dolmen de l’Hôtel-Dieu, appelé aussi la pierre de Druides, est un dolmen situé sur la commune des Ventes dans le département de l’Eure en France.

## Localisation
Le mégalithe est situé au milieu d’un champ au nord-ouest de la commune des Ventes et à proximité de la ferme de l’Hôtel-Dieu dont il tire son nom.

## Description
La dalle de couverture du dolmen construit en poudingue mesure 2,60 m sur 2,10 m pour une épaisseur de 0,80 m. Elle repose sur sept supports verticaux dont l’un, de 1,90 m de long, est couché. La dalle est renversée car seuls trois des supports la soutiennent, les autres s’en étant écartés avec le temps. La hauteur du monument ne dépasse pas 1,20 m. Le fond de la sépulture est recouvert de dalles taillées dont certaines l’ont été par piquetage, pendant que d’autres présentent des traces nettes d’usure. Elles sont globalement de forme carrée de 10 à 40 cm de côté pour une épaisseur de 8 cm. Ce sol est recouvert d’une couche archéologique de 40 cm d’épaisseur surmontée par un niveau de blocs espacés, qui pourrait être un niveau de condamnation du monument.

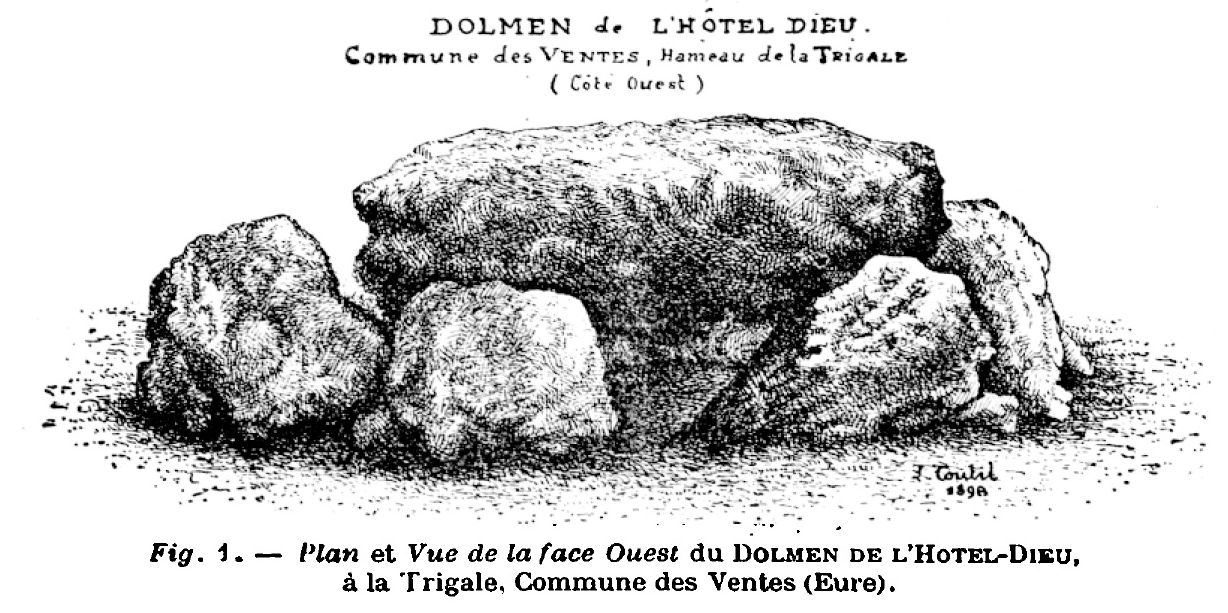
Dessin du dolmen de l'Hôtel-Dieu réalisé par Coutil en 1898 et publié en 1909
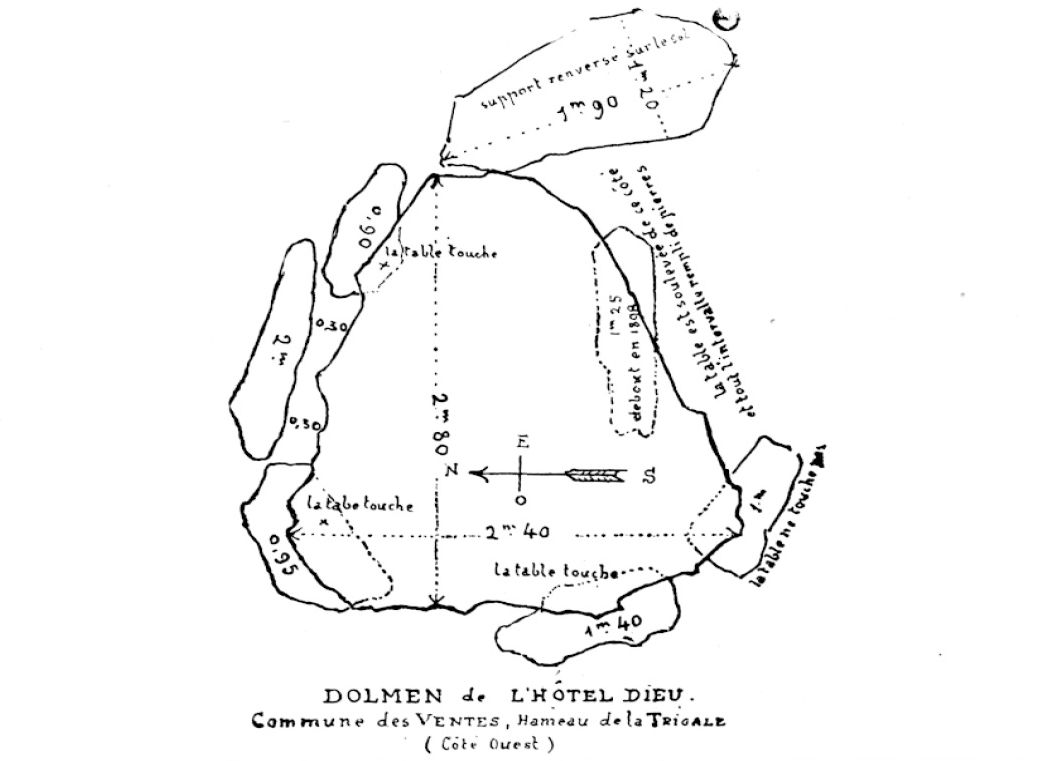
Vue en plan du dolmen de l'Hôtel-Dieu réalisée par Coutil en 1898 et publié en 1909

## Historique
Le monument date du Néolithique. La campagne de fouilles effectuées par Jean-Pierre Watté en 1967 a permis de retrouver de nombreux fragments d’ossements appartenant à deux corps, ainsi que de nombreux objets en silex et des fragments de vase et de parure : armatures de flèches tranchantes trapézoïdales, un briquet, un grattoir, une hache, un ciseau poli, etc. Les tessons de céramique recueillis sont très petits (moins de 6 cm), les fonds sont plats et les bords sont droits ou éversés. Des traces de dégraissant siliceux ont même pu être détectées. La parure regroupe quant à elle un coquillage marin usé (nucella lapillus), une perle à section quadrangulaire et une perle en forme de poire en quartz microcristallin.
Le monument a été relativement bien préservé pendant des siècles puisque les traces d’exhumation retrouvées par les archéologues dans la couche historique ont été attribuées à des animaux fouisseurs. Il est cité pour la première fois en 1840 par Louis-Léon Gadebled qui mentionne deux dolmens sur la commune des Ventes. Le vicomte de Pulligny le décrit en 1879 comme un « dolmen dont la table est inclinée par suite de la disparition de deux de ses supports ». Par contre, Léon Coutil, président de la Société préhistorique française, sur la base de faux renseignements, le présente comme ayant été détruit dans son « Inventaire des menhirs et dolmens de France : Eure » paru en 1896. Une nouvelle visite sur site en 1898 le convainc de son erreur. Il retrouve le dolmen entouré de broussailles qu’il fait dégager. L’examen du monument est difficile car le fermier a entassé des pierres contre le mégalithe pour dégager son champ. Cela ne l’empêche pas de dresser une vue en plan du dolmen ainsi que d’en faire un croquis qu’il publie en 1909 dans le Bulletin de la Société préhistorique de France. Dans l’intervalle, Alphonse-Georges Poulain avait signalé son erreur à son illustre confrère dans un article paru dans le Bulletin de la Société normande d’Études préhistoriques en 1907. Il joint un croquis du mégalithe et précise qu’un tableau à l’huile le représentant a été réalisé par M. Papon qui en a fait don au Musée d'Évreux. Il conclut en conseillant de le classer au plus vite parmi les monuments historiques. Il est entendu puisque le dolmen est classé par arrêté du 2 janvier 1910.